# Chikkahanasoge, Krishnarajanagara
Chikkahanasoge là một làng thuộc tehsil Krishnarajanagara, huyện Mysore, bang Karnataka, Ấn Độ.